# 山高しげり
山高 しげり（やまたか しげり、別名：金子しげり、金子茂、1899年1月5日 - 1977年11月13日）は、日本の政治家、婦人運動家、フェミニスト。婦人参政権獲得期成同盟会（婦選獲得同盟）の創設に加わり、全国地域婦人団体連絡協議会の初代理事長となったほか、参議院議員を2期務めた。

## 経歴

### 生い立ち

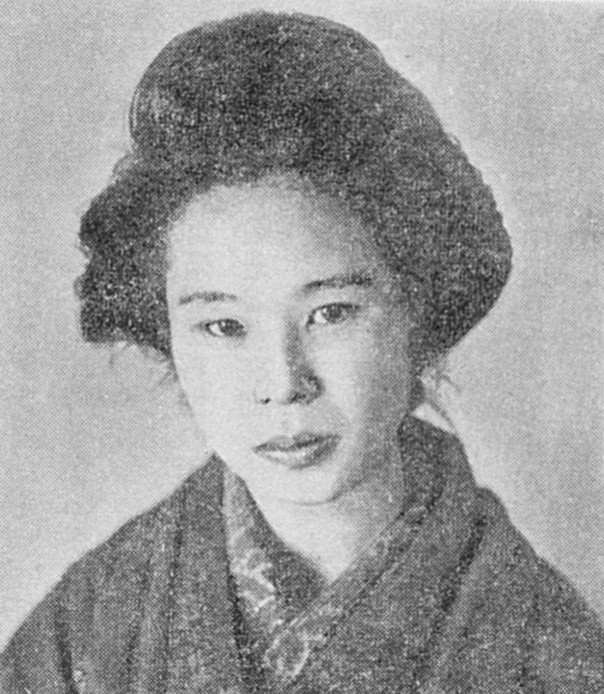
1919年頃

1899年1月5日に三重県津市で、三重県師範学校校長であった父・幾之丞と母・とみの間に次女として生まれた。幼い頃の戸籍名はひらがなではなく、漢字の「茂」であった。子どもの頃は教師であった両親の仕事の都合でさまざまな場所に住んでいた。父が亡くなって以降は母子家庭で育っており、これが後年に母子保護活動に尽力するようになった大きな理由のひとつである。10代の頃は『少女の友』などにしばしば投稿を行っており、書き物が趣味であった。
1913年に東京府立第二高等女学校に転校。1916年、同校を卒業。同年、東京女子高等師範学校に入学。1918年に病気などの事情で中退した。
1919年2月11日、金子従次と結婚して「金子茂」となる。1920年に息子の欣太郎を出産したのち、新聞記者として『國民新聞』に就職し、ここで国民婦人会の仕事に携わるようになる。
1922年、取材を通じて吉屋信子と親しくなる。1923年1月、吉屋に「女の友情なんて存在しない」と言われ、学生時代の無二の親友だった門馬千代を吉屋に引き合わせた。吉屋と門馬もすぐに親しくなり、後年、吉屋は門馬を養女にした。

### 婦人参政権運動

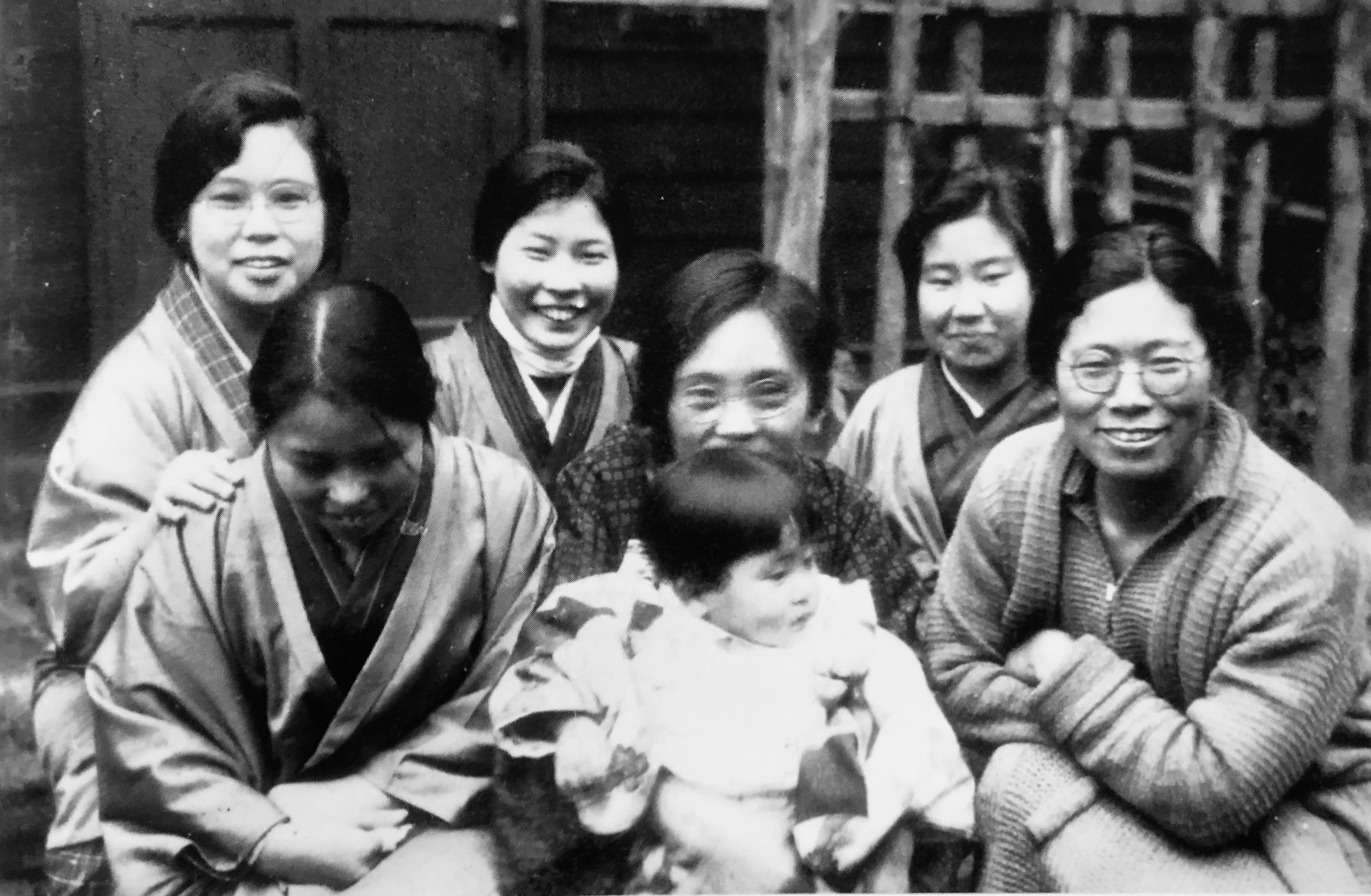
「婦選獲得同盟」のメンバー。1930年春。前列左から小泉みつ子（山村ミツ）、宮川静枝、市川房枝。後列左から山高しげり、野津房子、児玉勝子。

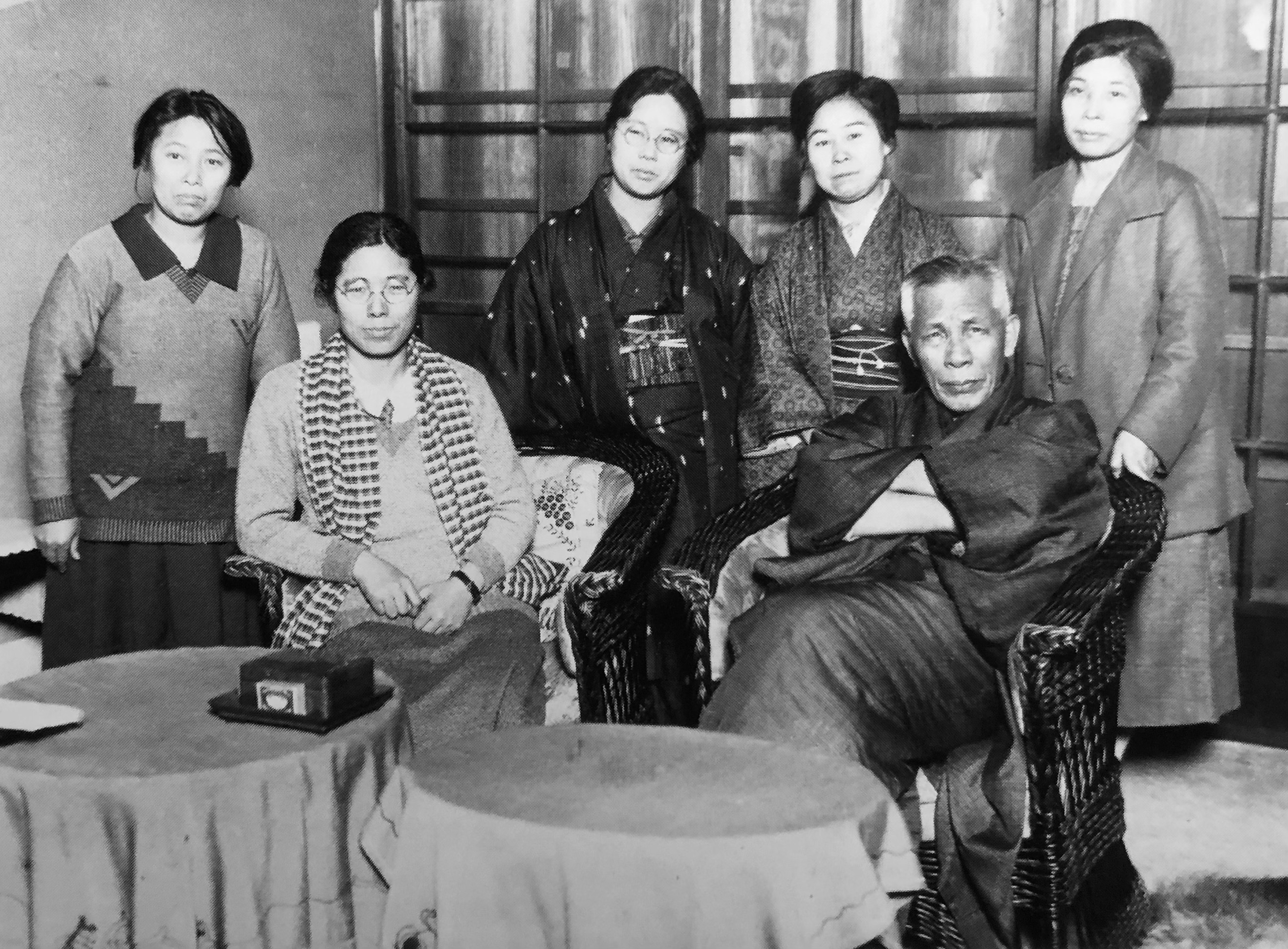
1931年2月4日、各婦人団体のメンバーが安達謙蔵内務大臣を訪問。政府の制限婦人公民権案の修正を求めた。左から坂本真琴、市川房枝、山高しげり、高橋千代、安達謙蔵、高木冨代。

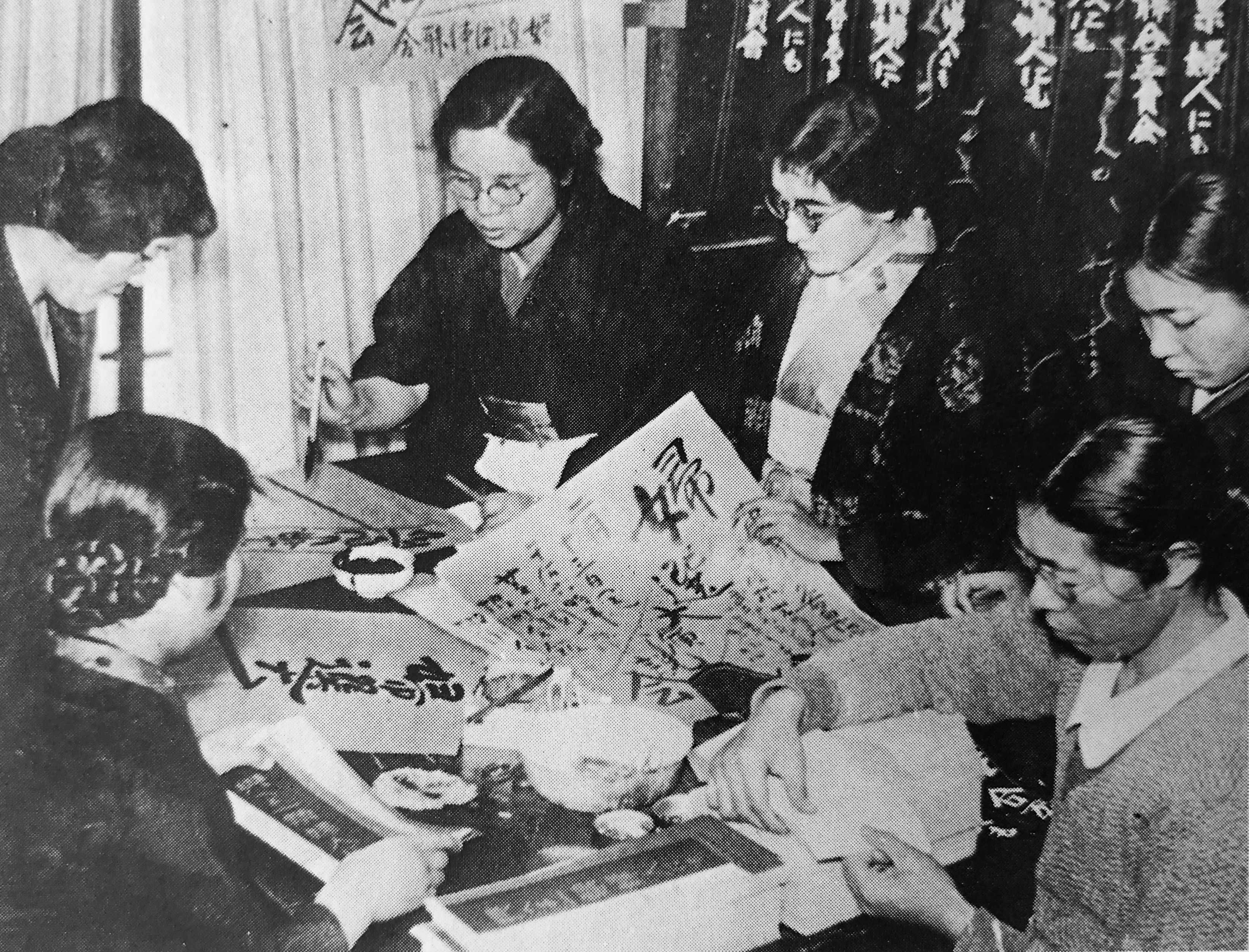
第1回婦選デー（1932年2月13日開催）のポスター作成のため筆をとる山高。右下の女性は市川房枝。

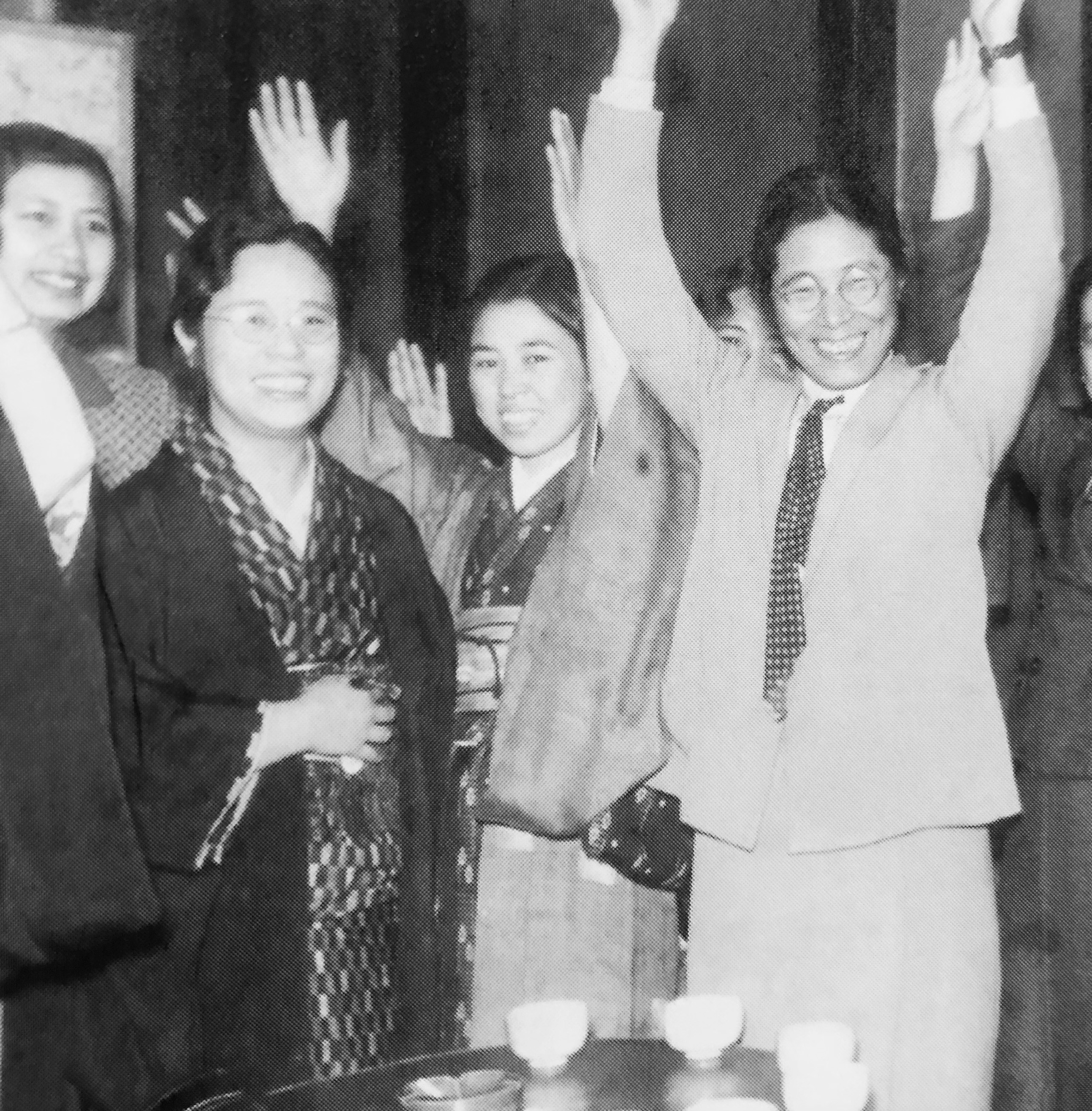
1934年12月13日、「婦選獲得同盟」10周年を祝う会が開かれた。左から一人おいて山高しげり、一人おいて市川房枝。

1923年10月、関東大震災の救援活動を通じて集まった婦人団体によって「東京連合婦人会」が組織された。この年から東京連合婦人会政治部や婦人参政同盟の活動に関わる。
1924年、『國民新聞』を退職し、『主婦之友』に移った。
男子普通選挙法の成立を目前に、婦人参政権運動の統一と拡充が求められ、1924年12月13日、東京連合婦人会の政治部を母体として「婦人参政権獲得期成同盟会」が設立された。総務理事に久布白落実、会務理事に市川房枝が就任。宣伝部幹事には山高、宮川静枝、吉永文子の3人が就いた。1925年4月19日、婦人参政権獲得期成同盟会は「婦選なくして普選なし」の標語のもと、「婦選獲得同盟」に改称した。
多忙のため主婦の友社を退社したのち、1933年に夫と離婚し、戸籍上は「山高」の姓に戻る。この頃、東京のゴミ処理煙害の問題に取り組んで「ゴミの小母さん」などと呼ばれるようになった。1934年に結成された母性保護連盟では書記をつとめ、母子福祉のための活動を行った。日本の封建的な家族制度が家庭内の妻の暮らしぶりに悪影響を与えていると考え、戦時中は軍人遺家族指導嘱託として寡婦や子どものために働いていた。 

### 戦後

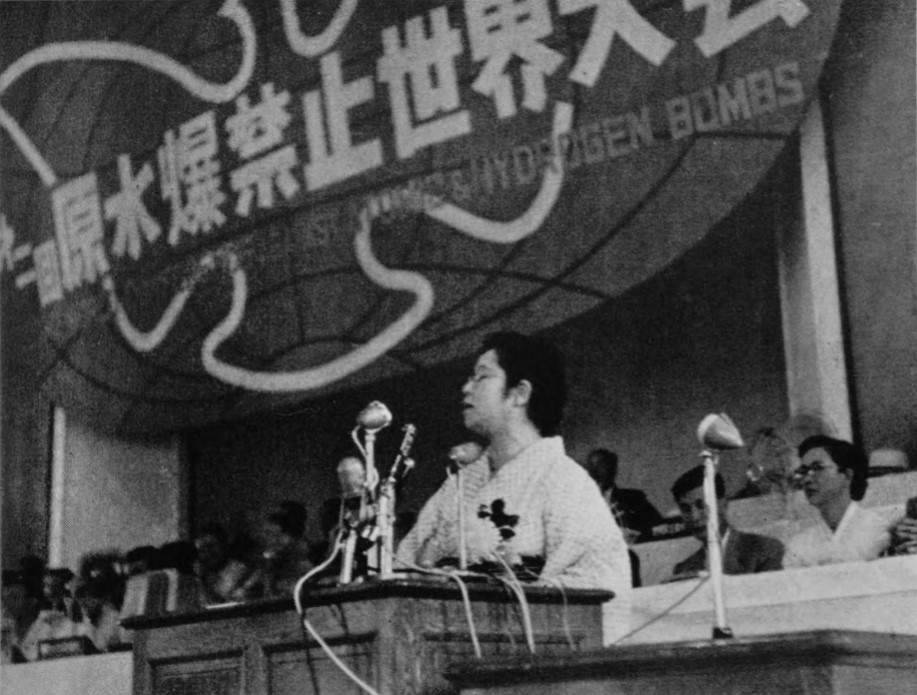
1956年8月に長崎市で開催された第2回原水爆禁止世界大会。全国地域婦人団体連絡協議会会長の山高は議長団を代表して開会の辞を述べた。

第二次世界大戦終結後も山高は政治活動を継続し、とくに戦前から関心を持っていた軍人の寡婦に対する遺族年金と子どもの人権のための活動をさらに強化した。1945年8月25日には市川房枝、赤松常子、河崎なつなどとともに戦後対策婦人委員会を設立し、同年9月11日に70人以上の女性が参加して第一回会合が開催された。この団体の主たる主張としては、復員兵のケア、食料生産の改善、家計貯蓄の増加、20歳以上の女性の選挙権獲得、25歳以上の女性が公職に立候補する権利の確保、地方政府・中央政府改革、女性に対する公務員職の門戸開放などがあった。
1948年、東京都地域婦人団体協議会の初代会長に就任。1950年、苦境にある母親たちの自立支援のため全国未亡人団体協議会を創設し、事務局長となった。この団体を通して児童扶養手当の制度創設などのために尽力した。
1952年7月9日、全国地域婦人団体連絡協議会（現・全国女性団体連絡協議会）を設立し、初代会長に就任した。地婦連は消費者保護の推進などに関する活動を実施しており、1977年に亡くなるまで山高は地婦連の組織トップをつとめた。
1955年、村山英治は親交のあった市川房枝に「教育映画の制作会社をつくりたい」と相談。市川は山高を紹介し、同年6月、山高、東京都地域婦人団体連盟の幹部全員、各地の婦人会会長、田辺繁子、波多野勤子ら47人が設立発起人となり、桜映画社が設立された。山高は初代社長に就任した。1957年、桜映画社は劇映画『お姉さんといっしょ』を製作。同作品はヴェネツィア国際映画祭の児童劇部門でグランプリを受賞した。

### 参議院議員
1962年7月1日に行われた第6回参議院議員通常選挙に無所属で全国区から立候補。全国区は欠員補充1人を含め51人が当選。山高は52番目の得票数により次点で落選した。同年9月7日、当選者の松村秀逸が死去。補欠当選した阿部竹松の任期は3年から6年に変わり、山高は繰り上げ当選で参議院議員となった（任期3年）。参議院議員となった頃から、漢字を用いた戸籍名ではなく「山高しげり」という名前に改名している。参議院議員としては母子福祉整備のための活動を継続し、1964年の母子福祉法制定などに関わった。
1965年の第7回参議院議員通常選挙で再選。議員としては市川房枝や林塩らと共に第二院クラブを結成したり、食品添加物であるチクロの規制をめぐる問題など消費者の権利保護のための政治活動も行ったりした。
1971年の第9回参議院議員通常選挙で落選し、政界から引退した。
1977年11月13日、急性腎不全のため死去。78歳没。

## 著作
多数の著作があり、主要なものについては学術出版会より五巻本の選集が復刻集成としてまとめられている。第一巻には『婦人問題の知識』（1934年）、第二巻には『女性の建設』（1944年）、第三巻には『山鶯随想集』（1975年）、第四巻には『母子福祉四十年』（1977年）、第五巻には『婦人運動おりおり草　正・続・続々』（1966-1977年）が復刻版として収録されている。

## 栄典
- 1955年 - 藍綬褒章受章[26]
- 1969年 - 勲三等宝冠章受章[26]
- 1977年 - 従四位・勲二等瑞宝章追贈[27]